# Puelia
Tribu
Genre
Puelia (synonyme : Atractocarpa Franch.) est un genre de plantes monocotylédones de la famille des Poaceae, sous-famille des Puelioideae, originaire d'Afrique tropicale, qui comprend cinq espèces.
C'est l'unique genre de la tribu des Atractocarpeae (tribu monotypique).
Le nom générique, Puelia, est dédié à   Timothée Puel (1812–1890), médecin et botaniste amateur français.

## Liste d'espèces
Selon World Checklist of Selected Plant Families (WCSP) (29 août 2016) :
- Puelia ciliata Franch. (1887)
- Puelia coriacea Clayton (1966)
- Puelia dewevrei De Wild. & T.Durand, Ann. Mus. Congo Belge, Bot., sér. 2 (1900)
- Puelia olyriformis (Franch.) Clayton (1966)
- Puelia schumanniana Pilg. (1901)